# Эуско Икаскунца
Эуско Икаскунца (баск. Eusko Ikaskuntza, «Баскское знание»; исп. Sociedad de Estudios Vascos, «Общество баскских знаний»; сокр. EI-SEV) — баскская научно-культурная организация, созданная в 1918 г. советами провинций Алава, Бискайя, Гипускоа и Наварра с целью «предложить решения на будущее по основным проблемам и вызовам, с которыми Страна Басков сталкивается уже более века». Члены этой организации объединены в различные научные секции.

## История
Эуско Икаскунца возникла на основе I Конгресса баскских исследований, состоявшегося в сентябре 1918 года в городе Оньяте под патронажем провинциальных советов Алавы, Гипускоа, Наварры и Бискайи с целью «объединить всех любителей Страны Басков, которые, стремясь к восстановлению её индивидуальности, намерены содействовать соответствующими средствами интенсификации культуры». Этот конгресс проходил под председательством Альфонсо XIII.
На эмблеме был изображен дуб и начертана легенда Asmoz ta jakitez (рус. «За талант и знания»). Вскоре организация приобрела мировую известность. Многие представители интеллигенции входили в организацию, сотрудничали в научной работе, проводили собрания и конгрессы.
Организация управлялась Исполнительным комитетом, Постоянным советом и Общим собранием с регулярными сессиями. Члены организации объединялись в секции, охватывающие практически все отрасли знаний. Их знания публиковались в Международном журнале баскских исследований.